# Milliárd
A milliárd a legtöbb nyelven ezerszer milliót, azaz ezermilliót jelent: 109.
Kiírva 1 000 000 000 (egymilliárd). A milliárdot jelentő SI-prefixum: giga.
Francia eredetű szó, amely az amerikai angol nyelvben nem szerepel, egyéb angol nyelvterületeken pedig helyenként használják, de többnyire a „billion” szóval jelzik az értékét. Az amerikai angol nyelvben az „ezermilliót” a 20. században váltotta fel a billió, ami pl. a magyar nyelvben milliószor milliót jelent.
Osztói: 1, 2, 4, 5, 8, 10, 16, 20, 25, 32, 40, 50, 64, 80, 100, 125, 128, 160, 200, 250, 256, 320, 400, 500, 512, 625, 640, 800, 1000, 1250, 1280, 1600, 2000, 2500, 2560, 3125, 3200, 4000, 5000, 6250, 6400, 8000, 10000, 12500, 12800, 15625, 16000, 20000, 25000, 31250, 32000, 40000, 50000, 62500, 64000, 78125, 80000, 100000, 125000, 156250, 160000, 200000, 250000, 312500, 320000, 390625, 400000, 500000, 625000, 781250, 800000, 1000000, 1250000, 1562500, 1600000, 1953125, 2000000, 2500000, 3125000, 3906250, 4000000, 5000000, 6250000, 7812500, 8000000, 10000000, 12500000, 15625000, 20000000, 25000000, 31250000, 40000000, 50000000, 62500000, 100000000, 125000000, 200000000, 250000000, 500000000, 1000000000.

## Lásd még
- A tíz hatványai
- Rövid és hosszú skála